# Svoboda informací

Vlajka svobody projevu pocházející z kontroverze o šifrovací klíč AACS

Svoboda informací se vztahuje k ochraně práva na svobodu projevu s ohledem na Internet a informační technologie. Může např. znamenat možnost přístupu k webovému obsahu bez cenzury nebo omezení.
Svoboda informací je rozšířením svobody projevu, základního lidského práva uznávaného mezinárodním právem. Toto právo se všeobecněji chápe jako právo na svobodné vyjadřování ve všech médiích, mezi která patří právě i Internet. Svoboda informací může zahrnovat i právo na soukromí v kontextu Internetu a informačních technologií. Stejně jako svoboda projevu je právo na soukromí uznávaným lidským právem a svoboda informací je jeho rozšířením. Svoboda informací se může týkat i odporu vůči patentům, autorskému právu nebo duševnímu vlastnictví obecně. Mezinárodní Pirátské hnutí zakládá na svobodě informací velkou část své politiky.